# UniProt
UniProt (Universal Protein Database) is een vrij toegankelijke databank waarin de sequenties en functies van eiwitten zijn geïndexeerd. Veel van de gegevens zijn afgeleid van genoomprojecten. UniProt bevat een grote hoeveelheid hoogwaardige informatie over de biologische functies van eiwitten, geverifieerd via onderzoeksliteratuur.
Het UniProt-consortium bestaat uit het European Bioinformatics Institute (EBI), het Zwitsers  Bioinformatica Institute (SIB) en de Protein Information Resource (PIR). Elk consortiumlid was in het verleden op eigen wijze betrokken bij het onderhoud en annotatie van hun eiwitdatabases. Deze databases hadden verschillende eiwitsequentiedekking en annotatieprioriteiten. De consortiumleden bundelden hun overlappende kennis en expertise en lanceerden UniProt in december 2003.